# إيزابيل هارفي
إيزابيل هارفي (27 مارس 1975 - ) هي لاعبة كرة قدم كندية في مركز الهجوم.

## وصلات خارجية
- إيزابيل هارفي على موقع الاتحاد الدولي (مؤرشف)  (الإنجليزية)
- إيزابيل هارفي على موقع قاعدة بيانات كرة القدم.إي يو (الإنجليزية)
- إيزابيل هارفي على موقع عالم كرة القدم.نت (الإنجليزية)